# Beurgeoisie
La beurgeoisie est un néologisme désignant l’élite française issue de l’immigration maghrébine de confession musulmane. En effet, les immigrés Juifs d'Afrique du nord ou les Pieds-Noirs ne sont traditionnellement pas concernés par cette définition. Elle est formée « des  immigrés et de leurs enfants qui ont réussi leur vie professionnelle » . Cette ascension sociale par le travail désigne donc principalement les fils, ou les petits-fils, d'ouvriers maghrébins, parvenus à se hisser au niveau de la classe moyenne de la société ou dans les classes supérieures. Mis en avant par la chercheuse Catherine Wihtol de Wenden, le terme est un mot-valise créé avec le mot beur qui constitue le mot « arabe », qui désigne familièrement les enfants des immigrés d’Afrique du Nord nés en France, et le mot bourgeoisie.

## Sources
- Rabah Aït-Hamadouche, « La beurgeoisie d’origine algérienne, ou les débuts d’une intégration à marche forcée », Revue Hommes et migrations’', n°1244, juillet-août 2003.
- Mustapha Kessous, « L’élite beur tisse son propre réseau », Le Monde, 17 décembre 2005
- Ariane Chemin, « L’élite « beure » mène le débat sur les minorités... hors des partis », Le Monde,  20 février 2005
- Rémy Leveau, Catherine Wihtol de Wenden, La beurgeoisie : Les trois âges de la vie associative issue de l’immigration, CNRS Editions, 188p,  (ISBN 978-2-271-05886-7)
- (en) A.G. Hargreaves, « The Beurgeoisie: mediation or mirage » in Journal of European Studies 27 (1998) 89- 102